# Olof Ekman (1733–1807)
Olof Ekman, född 23 december 1733, död 23 februari 1807, var en svensk jurist.

## Biografi
Olof Ekman föddes 1733. Han var son till häradshövdingen Jonas Ekman. Ekman blev 1749 student vid Uppsala universitet och var medlem i Östgöta nation, Uppsala. Han blev 6 april 1754 auskultant i Svea hovrätt och i juli 1756 extraordinarie kanslist. Ekman blev 26 mars 1757 extra ordinarie notarie vid Crim. Prot. och fick 11 april 1759 tillstånd att sitt vid civilprotkollen. Han förordnades 8 maj 1759 till domarförrättningen och blev 1760 extra ordinarie fiskal. Ekman blev i november 1762 kanslist, 1764 förordnad att förestå domsagan och i februari 1773 vice advokatfiskal. Han blev 17 april 1776 häradshövding i Västerbottens norra kontrakts domsaga med avsked 1799. Ekman avled 1807.